# 西蒙·绍贝尔
西蒙·绍贝尔（羅馬尼亞語：Simon Schobel，1950年2月22日—），罗马尼亚男子手球运动员。他曾代表罗马尼亚国家队参加1972年夏季奥林匹克运动会手球比赛，获得一枚铜牌。